# مضادات مستقبلات الأنجيوتينسن II

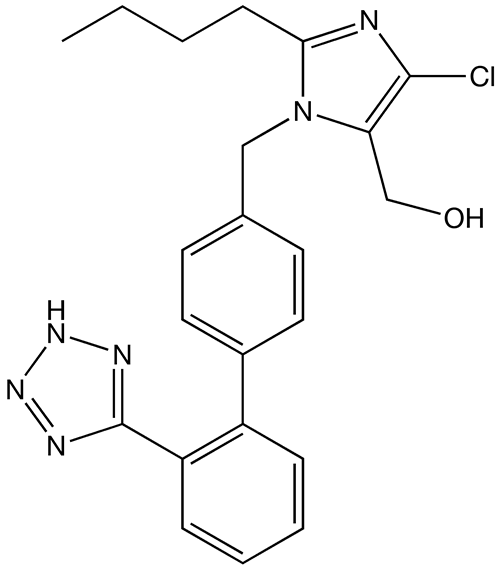
لوسارتان ,أول ARB

مضادات مستقبلات الانجيوتينسن وتعرف أيضا بحاصرات مستقبلات أنجيوتينسين (ARBs).
مضادات مستقبلات أنجيوتينسن، أو السارتان: هي إحدى المجموعات الدوائية التي تعدل نظام الرنين-انجيوتينسن-ألدوستيرون.
يعد استخدامها الرئيسي لعلاج إرتفاع ضغط الدم، واعتلال الكلية السكري (تلف الكلية نتيجة مرض السكري)، وفشل القلب الاحتقاني.

## الاستخدام الطبي
تستخدم مضادات مستقبلات أنجيوتينسن II بشكل أساسي لعلاج ارتفاع ضغط الدم، عندما يكون المريض غير قادر على تحمل العلاج بمثبطات الانزيم المحول للأنجيوتنسين ACE inhibitor [بحاجة لمصدر]، ويعتبر من النادر ارتباط مضادات مستقبلات أنجيوتينسن II مع السعال الجاف أو\و مع الوذمة الوعائية، وذلك لأنها لا تحول دون تكسر البراديكينين bradykinin ، أو غيرها من الكاينين kinin .
مؤخرا، تم استخدام مضادات مستقبلات أنجيوتينسين II لعلاج فشل القلب، عندما يفشل المريض في تحمل العلاج بمثبطات الانزيم المحول للأنجيوتنسين ACE inhibitor ، وخاصة كانديسارتان candesartan .
أظهرت مجموعة من البيانات أن لوسارتان losartan واربيسارتان Irbesartan ، يفيد في علاج ارتفاع ضغط الدم لمرضى السكري من النوع الثاني، ويمكن أن تؤخر الإصابة باعتلال الكلية السكري.
وجدت دراسات عام 1998 "، أن ليسينوبريل Lisinopril يحسن الحساسية للأنسلين، بينما لوسارتان losartan لا يؤثر عليها.
يستخدم كانديسارتان candesartan تجريبيا في علاج وقائي للصداع النصفي.
وجد أن ليسينوبريل lisinopril أقل فاعلية من كانديسارتان candesartan ، في علاج الصداع النصفي.
تمتلك حاصرات مستقبلات الأنجيوتينسين II ، فعاليات مختلفة فيما يتعلق بالسيطرة على ضغط الدم، مع وجود اختلافات بالثأثير في الجرعات القصوى. عندما تستخدم في الممارسة السريرية، اختيار العامل المستخدم يختلف بناء على درجة الاستجابة المطلوبة.
بعض هذه الأدوية لها محفز بيلة حمض اليوريك.
في أحد الدراسات، بعد عشرة أسابيع من العلاج بمضاد مستقبلات الأنجيوتنسين IIالمسمى لوسارتان losartan (cozaar)، وجد أن 88% من مرضى ضغط الدم الذكور الذين يعانون من العجز الجنسي واجهوا تحسناً في مجال واحد على الأقل من النشاط الجنسي، وعموما تحسن الإشباع الجنسي من %7.3 إلى 58.5%.
في دراسة قارنت بين حاصرات بيتا كارفيديلول carvedilol مع فالسرتان valsartan ، وجد أن حاصرات مستقبلات أنجيوتينسين II لا تعد فقط غير ضارة على الوظيفة الجنسية، وإنما تحسنها أيضا.
وتتضمن حاصرات مستقبلات أنجيوتينسينII أخرى كانديسارتان (atacand)، تيلميسارتان ((Micardis ، فالسارتان (Diovan), وفيماسارتان (Kanarb).
أنجيوتينسين II ، من خلال تحفيز مستقبلات AT1 , هو هرمون أساسي للتوتر، ولأن حاصرات مستقبلات أنجيوتينسينII تثبط هذه المستقبلات، بالإضافة إلى استخلاص اّثارها المضادة لارتفاع ضغط الدم، يمكن اعتبارها أيضا لعلاج الاضطرابات المرتبطة بالتوتر.
في 2008، تم الإبلاغ على أن لها أثر سلبي ملحوظ مع مرض الزهايمر (AD)، فقد وجدت دراسة لأثر رجعي من سجلات خمسة ملايين مريض، مع وزارة الخارجية الأمريكية من نظام شؤون المحاربين القدامى أنواع مختلفة من الادوية شائعة الاستخدام لخفض الضغط نتائج متعلقة بمرض الزهايمر مختلفة جدا. هؤلاء المرضى الذين يتناولون حاصرات مستقبلات الأنجيوتينسن II كانوا 35-40% اقل عرضة لتطور مرض الزهايمر من مستخدمي خافضات الضغط الأخرى.

## التاريخ
لمزيد من التفاصيل عن هذا الموضوع، شاهد اكتشاف وتطور حاصرات مستقبلات الأنجيوتينسن.
Discovery and development of angiotensin receptor blockers. .

## التركيب
لوسارتان، اربيسارتان، أولميسارتان، كانديسارتان، فالسارتان، وفيماسارتان: تحتوي على مجموعة التيترازول (حلقة مع أربعة نيتروجين وذرة كاربون واحدة).
أما لوسارتان، اربيسارتان، اولميسارتان، كانديسارتان، وتيلميسارتان: تحتوي على مجموعة الاميدازول واحدة أو اثنتان.

## اّلية العمل
هذه المواد هي مضادات مستقبلات ال AT1 لذلك فهي تمنع تفعيل مستقبلات الأنجيوتينسين II (AT1).
منع مستقبلات ال AT1 مباشرة، تسبب تمدد بالأوعية الدموية وتقليل افراز الفاسوبريسن (هرمون ودواء رافع لضغط الدم)، والتقليل من إنتاج وإفراز ألدوستيرون من بين إجراءات أخرى، وكل هذه التأثيرات مجتمعة تقلل ضغط الدم.
الفعالية المحددة لكل حاصر مستقبلات أنجيوتينسين II ضمن هذه الفئة، تعتمد على مزيج ثلاثة من المعلمات الديناميكا الدوائية والحرائك الدوائية.
تتطلب الفعالية ثلاثة مجالات في الديناميكا الدوائية والحرائك الدوائية على مستوى فعال، وهذه المعلمات من الخصائص الثلاث تحتاج إلى تجميعها في جدول مماثل للجدول أدناه، والقضاء على الازدواجية والتوصل إلى قيم متفق عليها، هذه الأخيره هي المتغيرة الاّن.

### تثبيط رافع الضغط
تثبيط رافع الضغط على أقل تركيز للدواء في الجسم – هذا يتعلق بدرجة منع أو تثبيط ارتفاع ضغط الدم بسبب الأنجيوتينسن II. ومع ذلك تثبيط رافع الضغط لا يعد مقياسا لفعالية خفض ضغط الدم بحد ذاته.
المعدلات كما وردت في حزمة ادراجات المؤسسة العامة للغذاء والدواء في الولايات المتحدة الأمريكية US FDA ، لتثبيط هذا التأثير في الساعة ال 24 لحاصرات مستقبلات أنجيوتنسين II، هي على النحو التالي:
(تتضمن كل الجرعات المدرجة في PI)
- فالسارتان 80 مغ 30%
- تيلميسارتان 80 مغ 40%
- لوسارتان 100 مغ 25-40%
- اربيسارتان 150مغ 40%
- اربيسارتان 300 مغ 60%
- أزيلسارتان 32 مغ 60%
- أولميسارتان 20مغ 61%
- أولميسارتان 40 مغ 74%

(حزمة الادراجات PI هي سجلات تعطى مع الوصفات الطبية والأدوية لإعطاء معلومات إضافية عن الدواء.)

### ألفةAT1
ألفة AT1 مقابل AT2 ، ليس مقياس فعالية معبر لاستجابة ضغط الدم، ألفة AT1 المحددة ترتبط بكيفية انجذاب الدواء تحديدا إلى المستقبل الصحيح له. معدلات تقارب AT1 حسب US FDA PI هي كالتالي:
- لوسارتان 1000 ضعف
- تيلميسارتان 3000 ضعف
- اربيسارتان 8500 ضعف
- أزيلسارتان أكثر من 10000 ضعف
- أولميسارتان 12500 ضعف
- فالسارتان 20000 ضعف

### نصف العمر البيولوجي
المجال الثالث اللازم لاستكمال الصورة الشاملة لفعالية مضادات مستقبلات الأنجيوتنسين II، هي نصف العمر البيولوجي. نصف العمر من US FDA PIs ، هي كما يلي:
- فالسارتان 6 ساعات
- لوسارتان 6 -9 ساعات
- ازيلسارتان 11 ساعة
- اربيسارتان 11 – 15 اعة
- اولميسارتان 13 ساعة
- تيلميسارتان 24 ساعة
- فيماسارتان 7 – 11 ساعة

## المقارنات الدوائية والحرائك الدوائية
| الدواء      | الاسم التجاري   | نصف العمر البيولوجي (بالساعة) | ارتباط البروتين[%] | التوافر البيولوجي[%] | الكلية\الكبد[%]التخليص | تأثير الطعام | الجرعة اليومية (مغ) |
| ----------- | --------------- | ----------------------------- | ------------------ | -------------------- | ---------------------- | ------------ | ------------------- |
| لوسارتان    | Cozaar          | 6-9 ساعات                     | 98.7%              | 33%                  | 10%/90%                | قليل         | 50–100 mg           |
| EXP 3174    |                 | 6–9 ساعات                     | 99.8%              | –                    | 50%/50%                | –            | –                   |
| كانديسارتان | Atacand         | 9ساعات                        | >99%               | 15%                  | 60%/40%                | لا           | 4–32 mg             |
| فالسارتان   | Diovan          | 6 ساعات                       | 95%                | 25%                  | 30%/70%                | لا           | 80–320 mg           |
| اربيسارتان  | Avapro          | 11–15 ساعة                    | 90–95%             | 70%                  | 1%/99%                 | لا           | 150–300 mg          |
| تيلميسارتان | Micardis        | 24 ساعة                       | >99%               | 42–58%               | 1%/99%                 | لا           | 40–80 mg            |
| ابروسارتان  | Teveten         | 5 ساعة                        | 98%                | 13%                  | 30%/70%                | لا           | 400–800 mg          |
| اولميسارتان | Benicar/Olmetec | 14–16 ساعة                    | >99%               | 29%                  | 40%/60%                | لا           | 10–40 mg            |
| ازيلسارتان  | Edarbi          | 11 ساعة                       | >99%               | 60%                  | 55%/42%                | لا           | 40–80 mg            |
| فيلميسارتان | Kanarb          | 7-11 ساعة                     | >97%               | 30-40%               | -                      | -            | 30–120 mg           |

لمزيد من المعلومات عن هذا الموضوع، شاهد: Discovery and development of angiotensin receptor blockers.

## الاّثار الجانبية
هذا النوع من الأدوية عادة يمكن تحمله.
الاّثار الجانية الشائعة تتضمن: دوخة، صداع، وفرط بوتاسيوم الدم.
التفاعلات النادرة المرتبطة بالعلاج تشمل: انخفاض ضغط الدم الانتصابي المصاحب للجرعة الأولى، الطفح الجلدي، الإسهال، عسر الهضم، وظائف الكبد غير الطبيعية، تشنج العضلات، ألم العضلات، الام الظهر، الأرق، انخفاض مستويات الهيموجلوبين، القصور الكلوي، التهاب البلعوم، و \ أو احتقان الأنف.
في حين أن أحد المبررات الرئيسسية لاستخدام هذه الفئة: هو تجنب السعال الجاف و\أو الوذمة الوعائية المرتبطة بعلاج بمثبطات الانزيم المحول للأنجيوتنسين Inhibitors ACE ، ونادرا لا زال من الممكن أن يحدث.
بالإضافة إلى ذلك، هناك خطر صغير من تعارض التفاعل في المرضى الذين يعانون من الوذمة الوعائية مع علاج مثبطات الانزيم المحول للأنجيوتنسين Inhibitors ACE.

### احتشاء عضلة القلب: الجدال
مازال التحقيق جارٍ فيما إذا كان أنجيوتينسين II يزيد قليلا من خطر احتشاء عضلة القلب (MI أو نوبة قلبية)، فتشير بعض الدراسات أن مضادات مستقبلات الأنجيوتنسين تزيد من خطر احتشاء عضلة القلب. ومع ذلك، فقد وجدت دراسات أخرى أن مضادات مستقبلات الأنجيوتنسين لا تزيد من خطر احتشاء عضلة القلب  ، وحتى الآن، مع عدم وجود توافق في الاّراء فيما إذا كانت مضادات مستقبلات الأنجيوتنسين لديهم الميل لزيادة خطر احتشاء عضلة القلب، تجرى المزيد من التحقيقات.
في الواقع، ونتيجة لانحصار ال الانجيوتنسين I، مضادات مستقبلات الأنجيوتنسين تزيد مستويات أنجيوتينسين II عدة أضعاف فوق الخط الأساسي من خلال فصل حلقة التغذية الراجعة السلبية.
وزيادة مستويات أنجيوتينسين II هي نتيجة تحفيز مستقبلات انجيوتنسينII , والتي –بالإضافة إلى ذلك- يزيد عددها.
و مع ذلك، تشير البيانات الأخيرة أن تحفيز مستقبلات أنجيوتنسينII ، يمكن أن يكون أقل فائدة مما تم وصفه سابقاً، حتى أنه من الممكن أن يكون مضر في ظل ظروف معينة خلال العلاج بمحفزات النمو والتليف والتضخم، وكذلك يمكنه التسبب بعوامل منشطة للالتهابات وعوامل مساعدة على تصلب الشرايين.

### خطر الإصابة بالسرطان
حددت دراسة نشرت في عام 2010 أن " التحليل التلوي (meta-analysis) لتجارب عشوائية محكومة، تشير إلى أن مضادات مستقبلات الأنجيوتنسين ترتبط مع زيادة متواضعة لخطر الإصابة بمرض سرطان جديد، نظرا لمحدودية المعلومات، فإنه ليس من الممكن إعطاء نتيجة عن خطر السرطان المرتبط مع كل دواء معين، وهذه النتائج تستدعي المزيد من التحقيق.
مؤخرا أجري تحليل تلوي من خلال المؤسسة العامة للغذاء والدواء من 31 تجربة عشوائية محكمة، قورنت فيها مضادات مستقبلات الأنجيوتنسين مع علاجات أخرى، وجد أنه لا يوجد دليل على زيادة خطر الإصابة بسرطان (جديد)، السرطان المرتبط بالموت أو سرطان الثدي أو سرطان الرئة، أو سرطان البروستات في المرضى الذين يتلقون علاج بمضادات مستقبلات الأنجيوتنسين. في عام 2013، وجدت دراسة مقارنة الفعاليات من الولايات المتحدة، وزارة شؤون المحاربين القدامى، على خبرة أكثر من مليون محاربين قدامى أنه لا يوجد زيادة لخطر سرطان الرئة  (original article  in Journal of Hypertension) or سرطان البروستاتا  (المقال الاصلي في مجلة ارتفاع ضغط الدم)، أو سرطان البروستات [22](مقال أصلي في مجلة علم الصيدلة السريرية).
وأوجد الباحثون " في هذا الفوج، وطنية كبيرة من المحاربين القدامى في الولايات المتحدة، لم نعثر على أي أدلة تدعم أي قلق من زيادة خطر الإصابة بسرطان الرئة  بين المستخدمين الجدد امضادات مستقبلات الأنجيوتنسين مقارنه مع عدم المستخدمين لها، وكانت نتائجنا تتفق مع تأثير وقائي من مضادات مستقبلات الأنجيوتنسين . 

## تعزيز طول العمر
إخراج جين Agrt1 الذي يرمز للأنجيوتنسينI ، ينتج إطالة واضحة لعمر الفئران بنسبة 26% ، مقارنة بمجموعة محكمة .
الاّلية الأكثر احتمالا: هو الحد من ضرر الأكسدة (خاصة للميتوكندريا)، وزيادة صنع جينات المضادة للاستماتة في الكلية .
يبدو ان ال مضادات مستقبلات الأنجيوتنسين تمتلك نفس التاثير.

## تراجع التليف
لوسارتان ومضادات مستقبلات الانجيوتينسين II الأخرى تؤدي إلى تراجع تليف الكبد، القلب، الرئتين والكلى.

## تمدد جذر الشريان الأورطي
دراسة اجريت عام 2003، باستخدام كانديسارتان وفالسارتان أظهرت القدرة على تراجع حجم جذر الشريان الأبهر 

## روابط خارجية
- Angiotensin+II+Type+1+Receptor+Blockers في المكتبة الوطنية الأمريكية للطب نظام فهرسة المواضيع الطبية (MeSH).